# Werner von Haeften
Werner Karl von Haeften (Berlin, 1908. október 9. – Berlin, 1944. július 21.) második világháborús német katona, a Wehrmacht főhadnagya, a Walküre hadművelet, azon belül is az Adolf Hitler elleni július 20-i merénylet egyik fontos résztvevője. A német náciellenes mozgalom hősének tekintik.

## Fiatalkora
Haeften és testvére, Hans Berlinben születtek, apjuk Hans von Haeften volt, katonatiszt és a Német Nemzeti Levéltár (Reichsarchiv) elnöke. Werner szülővárosában tanult jogot, majd egy hamburgi bankban dolgozott a második világháború kirobbanásáig, amikor csatlakozott a német hadsereghez.

## Háborús szolgálat, a Walküre hadművelet
1943-ban, miután felépült egy, a keleti fronton elszenvedett súlyosabb sebesüléséből, Haeften Claus von Stauffenberg ezredes szárnysegédje lett, aki a német ellenállás egyik legmeghatározóbb alakja volt.
1944. július 20-án Stauffenberg és Haeften voltak azok, akik a kelet-poroszországi Rastenburgba (ma Kętrzyn, Lengyelország) utaztak, a Wehrmacht főparancsnoki erődítményébe, a Farkasverembe (Wolfsschanze), azzal a céllal, hogy megölik Adolf Hitlert, és így a Tartalékhadsereg átveheti az irányítást a náciktól. Stauffenberg egy aktatáskába rejtett bombát helyezett el abban a konferenciateremben, ahol fontos német katonai vezetők tartottak tanácskozást a Führer részvételével. A robbanást követően Stauffenberg és Haeften sietve elhagyták a helyszínt, és Berlinbe repültek, ahol (abban a tudatban hogy Hitler meghalt, aki – mint később kiderült – túlélte a merényletet) elindították a Walküre hadművelet névre keresztelt tervet. A terv azonban kudarcot vallott, a nácikhoz hű csapatok megakadályozták a hatalomátvételt.
Még aznap este Haeftent, Stauffenberget, valamint Friedrich Olbricht tábornokot és Albrecht Mertz von Quirnheim ezredest letartóztatták a Bendlerblock területén (a Hadügyminisztérium épületében), és Friedrich Fromm tábornok, a Tartalékhadsereg főparancsnoka (akinek a beleegyezése nélkül indították el a hadműveletet, és akit később szintén letartóztattak és kivégeztek hallgatólagos bűnrészességért) egy gyorsított hadbírósági eljárás keretében mind a négyüket golyó általi halálra ítélte. Az ítéletet éjfél után, a Bendlerblock udvarán hajtotta végre egy tíz főből álló gyalogsági kivégzőosztag. Olbricht és Quirnheim volt az első két kivégzett, majd Stauffenberget szólították, ám Haeften, hűségét és hatalomnak való ellenszegülését még egyszer utoljára bizonyítandó, a Stauffenbergnek szánt golyók útjába állt, így ő halt meg harmadikként.
Werner testvérét, Hansot (aki szintén részt vett az ellenállási mozgalomban) 1944. augusztus 15-én kötéllel végezték ki a Plötzenseei börtönben.

## Megjelenése a kultúrában

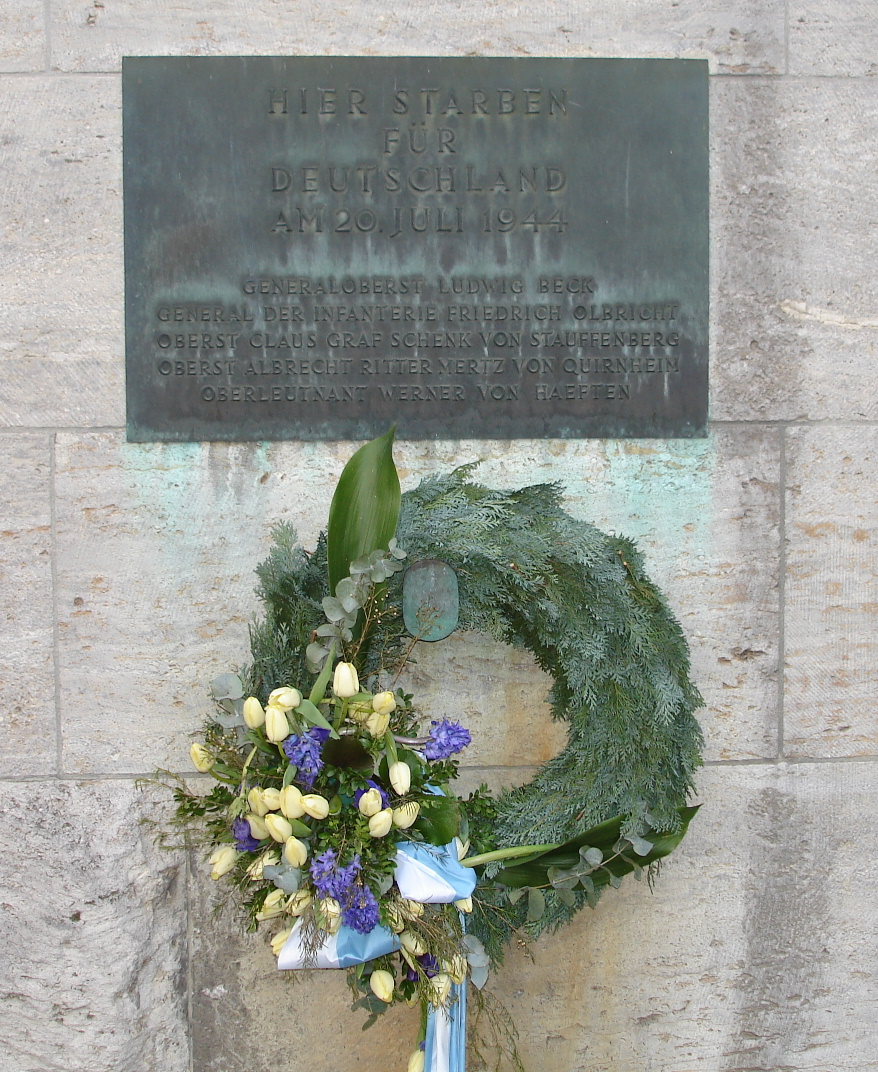
A Bendlerblock udvarán kivégzett ellenállók emlékműve

Az 1971-es, Osvobozhdenie: Napravlenie glavnogo udara című, a keleti blokk országainak koprodukciójában készült filmdrámában Haeftent a keletnémet Hans-Edgar Stecher alakította. A 2004-es német Stauffenberg - A Valkűr hadművelet című filmben Hardy Krüger, Jr. játszotta el, a 2008-as Valkűr című filmben pedig Jamie Parker.

## Fordítás
- Ez a szócikk részben vagy egészben  a   Werner von Haeften című angol Wikipédia-szócikk ezen változatának fordításán alapul.  Az eredeti cikk szerkesztőit annak laptörténete sorolja fel. Ez a jelzés csupán a megfogalmazás eredetét és a szerzői jogokat jelzi, nem szolgál a cikkben szereplő információk forrásmegjelöléseként.